# معمارية 18 بت
تحتوي 18 رقم ثنائي على 262144 (1000000 أوكتات، 40000 هيكس ديسمل) مجموعة فريدة

## أمثلة على معمارية الحاسوب ذات 18-بت
- قد يكون أكثر معمارية الحاسوب ذات 18-بت شهرة هي الحاسبات الصغيرة وPDP-1 ومعالج البيانات المبرمج وPDP-7 ومعالج البيانات المبرمج ومعالج البيانات المبرمج المصنعة من قبل شركة المعدات الرقمية (Digital Equipment Corporation) من 1960 إلى 1975.[1]
- أنتجت يونيفاك عدد من حاسبات 18-بت، مثل الـ UNIVAC 418 وأنظمة عسكرية عدة.
- كان نظام الحصول على البيانات من آي بي إم ( 7700 Data Acquisition System) حاسوب 18-بت
- جزيء البي سي أل (BCL Molecular)
- حاسوب ناسا لمعاير المركبات الفضائية (NSSC-1)